# 厦门市大同中学
厦门市大同中学，曾用名厦门四中，中华人民共和国福建省厦门市的一所公立全日制中等学校。同时拥有初中部和高中部，由黄廷元、杨景文、曹允泽、彭丙卯、许鸿图等爱国华侨和社会贤达所发起，于1925年创办，是厦门市最早开办的三所中学之一。現任校長為邱伟坚。

## 学校标识

### 校名
校名源出于《礼记·大同篇》，蕴含孙中山所倡导的“世界大同”之理想。

### 办学宗旨
发扬踔厉，振我民族

### 校训
办学初期为诚信勤朴，现为励勤毅诚

### 校标
制作于2009年。整体造型成同心圆，寓意同心同德、团结和谐，象征学校珍重团队、团结协作。内圈主题为阴文篆体“大同”二字，体现校名，暗寓大同精神，大同理想。外圈由阳文表明英文校名与创办时间。整体颜色为咖啡色，体现学校悠久的办学历史和厚重的文化底蕴。

### 校歌
校歌创作于建校初期，早在20世纪20-30年代便已流传，因年代久远而未留下词曲作者以及创作年代。歌词以文言文四字诗体写成，诠释“大同精神”。：

## 学校历史

### 创办初期（1925－1937）
1925年，黄廷元、杨景文、曹允泽、彭丙卯、许鸿图等社会各界人士发起创办了私立大同中学，并聘请杨景文为首任校长，暂借宝善小学为校舍。同年7月，学校获市府批准立案。1929年，学校新建校舍“一字楼”于靖山头(现兴华校区)所在地。30年代初，爱国华侨曹允泽、胡文虎、许文鼎等捐巨资增建增建允泽楼、文虎楼、文鼎楼、越棠楼四座，学校初具规模。

### 内迁复员（1937－1948）
1937年，抗日战争爆发，同年年底，学校开始内迁至海澄，38年厦门沦陷。1939年，学校再度内迁至南靖，结束了该地没有中学的历史。期间，学校师生克服种种困难，整顿校务，扩大办学规模，修建校舍和相关教学基础设施，教学规模和质量均有一定的发展。至1942年秋，学校已有学生300多人，教师30余名。
内迁办学期间，学校提出“抗日不忘读书，读书不忘救国”的口号，积极投身抗日救亡运动。师生通过标语、壁报、歌曲、话剧等多种形式积极投身抗日宣传，取得良好的社会效应。并有部分学生于1944年响应国家号召，投笔从戎奔向抗日战场。
1945年，厦门光复，学校迁回厦门原址复办。至1948年，全校计有高中3个班，初中6个班，在校生数达576人。

### 建国变迁（1949-2005）
解放初，道立中学、粤侨中学相继并入本校。1953年，学校收归公立，更名为福建省厦门市第四中学。1958年至1960年，为响应国家号召，高中部改制为厦门化工学校，后迁至杏林，更名为福建化工学校独立办学。1966年，文化大革命爆发，学校工作接近瘫痪，师资队伍遭受严重打击，学校一度更名为东方红中学直至1978年才开始回到正轨。在此期间，学校高中部虽多次改制，但依然保持着较高的教学水平。
1980年，学校高中部再度改制为职高，先后易名为厦门市电子职业中学、福建省厦门电子职业学校、福建省厦门电子职业中专学校，后发展成为国家级重点职高，并成为厦门电子职教集团中心校，于2000年外迁独立办学。1985年，厦门市第四中学复名为厦门市大同中学。2002年，学校复办综合高中。
至1995年，学校占地共14018平方米，其中校舍建筑面积13368平方米，藏书5.05万册，共有学生1291人。

### 整合发展(2006-今)
2006年，大同中学与前埔中学合并，沿用厦门市大同中学校名，并按照“一校两区”的模式进行管理。2008年4月，被省教育厅确认为“福建省三级达标高中”。2011年，大同中学在保留兴华校区初中部的基础上，在前埔校区新扩建了初中部，实现了高、初中分部教学。 2014年3月，被省教育厅确认为“福建省二级达标高中”。目前，学校正努力创建省一级达标高中。
目前，大同中学占地面积81亩，教职工265人，学生3400多人, 初高中共72个班级，是思明区一所规模较大的完全中学。

## 学校荣誉
- 2008年，被评为福建省三级达标高中[14]
- 2014年，被评为福建省二级达标高中[15]
- 2017年，被福建省体育局和福建省教育厅确定为福建省体育传统特色项目的学校。[16]

## 知名校友
盧嘉錫
陳運泰
童大林
黄克立
詹文龍

## 相关链接
- 厦门大同中学网站